# Runaways
Runaways (en español: Fugitivos) es una serie de cómics de superhéroes publicada por Marvel Comics. La serie presenta a un grupo de adolescentes que descubren que sus padres son parte de una organización criminal conocida como «El Orgullo». Creado por Brian K. Vaughan y Adrian Alphona, la serie debutó en julio de 2003 como parte del sello «Tsunami» de Marvel Comics. La serie fue cancelada en septiembre de 2004 en el número dieciocho, pero debido a la gran cantidad de ventas de colecciones, Marvel la revivió en febrero de 2005. En España es distribuida por la editorial Panini.
Una adaptación de acción en vivo de la serie estuvo en desarrollo durante varios años, dando lugar a la serie de televisión Runaways, ambientada en el Universo cinematográfico de Marvel, que debutó en Hulu en 2017 y finalizó en 2019, tras la emisión de tres temporadas.

## Historial de publicación

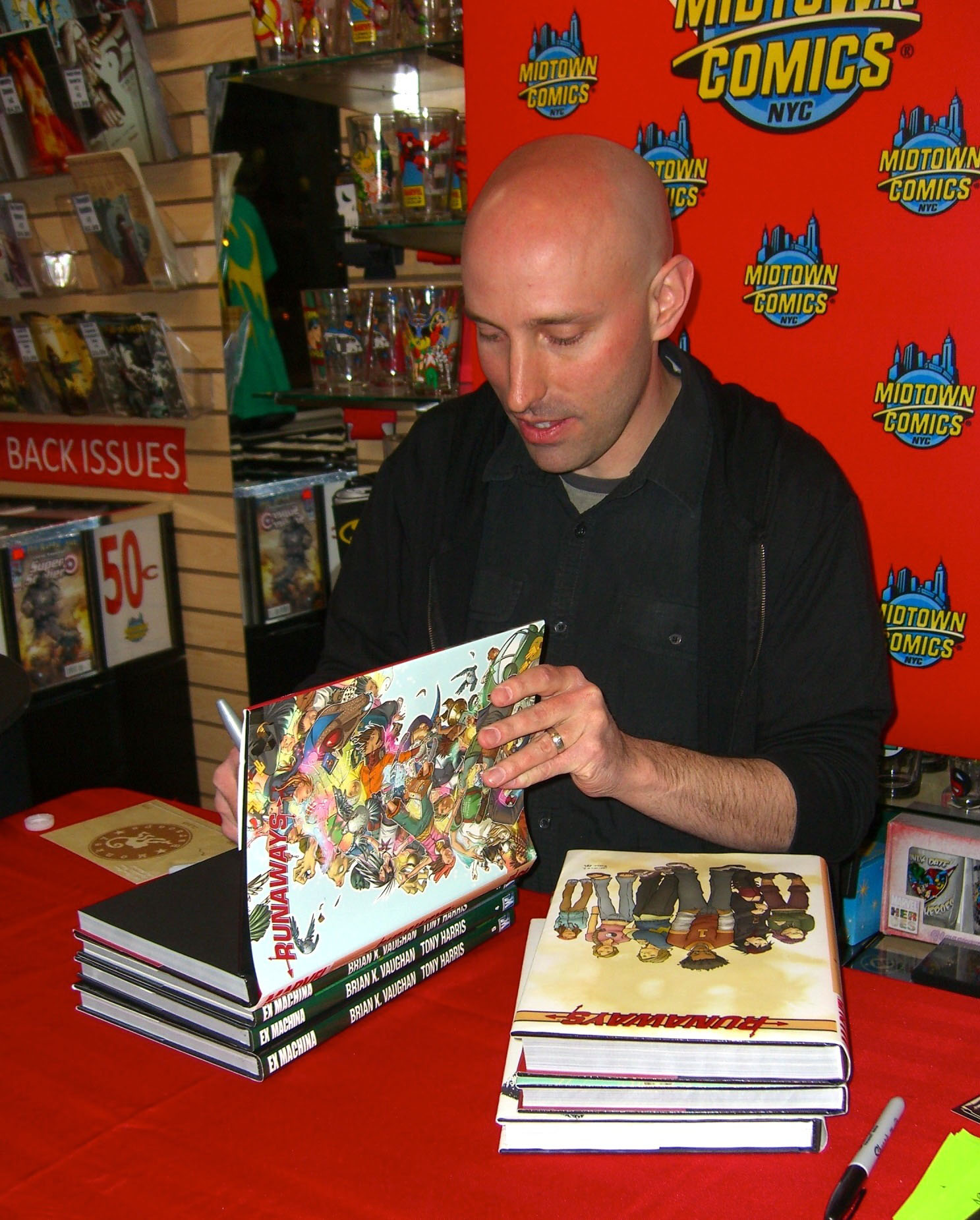
El guionista de cómics y televisión Brian K. Vaughan en una sesión de firma de ejemplares de Saga #1 el 15 de marzo de 2012 en Midtown Comics Downtown, en Manhattan. En la foto, Vaughan está firmando ejemplares de Runaways, una serie anterior que creó y escribió.

El creador de la serie, Brian K. Vaughan, lanzó Runaways en 2003 como parte de la huella de Tsunami de Marvel, cuyo objetivo era atraer a nuevos lectores, especialmente a lectores jóvenes y al público del manga. El equipo editorial de Marvel lo aceptó de inmediato, lo que llevó a la revista Wizard Magazine a nombrar la serie como "uno de los mejores conceptos originales de Marvel en treinta años". La huella del Tsunami resultó ser infructuosa, y la serie terminó en el número 18. Después de las ventas de la serie en compendios, Vaughan lanzó la idea nuevamente a Marvel, quien la aceptó.
El escritor Brian K. Vaughan ha afirmado que solo había planeado escribir Runaways durante seis meses (seis números), pero debido a la popularidad de la serie y las nuevas ideas de Vaughan, Marvel decidió continuar publicándola mensualmente. En 2007, Brian K. Vaughan anunció su salida de Runaways, decidiendo dejar la serie al máximo de su juego. Hace tiempo, Runaways el fan Joss Whedon fue seleccionado a mano por Vaughan para escribir un arco y terminar el segundo volumen; Aunque Whedon había declinado al principio, más tarde aceptó.
En 2008, el escritor Terry Moore, junto con el artista Humberto Ramos se convirtió en el nuevo equipo creativo para el tercer volumen. En el segmento "Fresh Ink" de Blair Butler en la estación de televisión por cable G4, el programa Attack of the Show! Marvel reveló que Kathryn Immonen y Sarah Pichelli eran el nuevo equipo creativo. Comenzaron con el número 11 del Volumen 3, que "comenzará con un baile de graduación y terminará con una muerte"; El editor de Marvel Nick Lowe cita que "¿Se siente tan bien y tan mal al mismo tiempo? Para ser honesto, y sin ofender a Joss o Terry, no me había sentido así desde que Gert murió". La historia terminó con un gran suspenso que se resolvió en otros cómics.
Después de tres años, los Fugitivos regresaron en el arco de la historia "Pride Comes Before It", en los números 17 a 19 de Daken: Dark Wolverine. Aparecieron en la Academia Vengadores # 27-28. Desde entonces, Victor Mancha se convirtió en un personaje habitual en el cómic de robots Avengers A.I., mientras que Nico Minoru y Chase Stein se convirtieron en parte del reparto en Avengers Arena, y su secuela Avengers Undercover.
En febrero de 2015, se anunció que se lanzaría una nueva serie de Runaways durante el cruce de Marvel Secret Wars con un nuevo reparto en Battleworld, un universo paralelo. La alineación del nuevo equipo incluía a Molly Hayes, pero a todos los nuevos miembros. Además, Nico Minoru apareció en A-Force. Nico también se usó en una segunda carrera de A-Force, esta vez basada en el Universo Marvel, pero fue cancelada después de diez números.
En mayo de 2017, Marvel lanzó teasers con los personajes de Runaways. En junio de 2017, se anunció que Marvel lanzará una nueva serie de Runaways escrita por Rainbow Rowell e ilustrada por Kris Anka. La nueva serie fue lanzada en septiembre de 2017.

## Personajes

### Runaways

#### Miembros originales
- Nico Minoru - Poseedora del Báculo del elegido que le permite lanzar hechizos, aunque no puede realizar el mismo hechizo dos veces. El Báculo del elegido está dentro del cuerpo de Nico. Al principio, ella debía sangrar mientras involuntariamente pronunciaba "Cuando la sangre se derrame dejad que el báculo del elegido emerja" para que este surgiera de su cuerpo. Actualmente, Nico puede hacer salir el báculo a voluntad. Durante un tiempo, Nico utilizó el alias Hermana Grimm.

- Chase Stein - Es el mayor y el más infantil del grupo. Sus aficiones son: el lacrosse y la música rock. Pilota la nave del grupo, la Rana saltarina. Poseía unas gafas que le permitían, entre otras cosas, ver a través de la ropa (aunque no de la ropa interior) y unos guanteletes que le permitían crear y controlar fuego a voluntad. Durante un tiempo utilizó el alias de Respondón. Chase fue novio de Gert, hasta que esta muere.

- Karolina Dean - La adolescente sexi del grupo. Su herencia alienígena le permite volar, manipular un tipo de energía solar y crear campos de energía. Escogió el nombre clave de Lucy in the Sky, el origen del cual es un homenaje a una canción de los Beatles "Lucy in the Sky with Diamonds" que escondía el nombre de la droga LSD, la cual puede dar unas visiones parecidas a los poderes de Karolina. Karolina abandona el grupo temporalmente para proteger su planeta natal de una guerra contra los Skrulls, pero en el número 5 del segundo volumen reaparece junto a su pareja Xavin. En el número uno del segundo volumen Karolina confiesa a Nico que está enamorada de ella y finalmente le confiesa su homosexualidad a sus amigos.

- Molly Hayes - Es la más joven del grupo. Posee el gen mutante que le otorga un alto nivel de fuerza física. Utilizar su fuerza requería que Molly descansase (normalmente durmiendo) después de un uso prolongado o excesivo, pero más tarde aprende a controlarlo. Durante la época en la que usaron nombres en clave, los chicos apodaron a Molly Chica dura, pero ella se lo cambió por Princesa Poderosa. Aunque sus compañeros dejaron de usar los alias, Molly en alguna ocasiones sigue presentándose como Princesa Poderosa.

- Alex Wilder - Antiguo líder del grupo. No tiene superpoderes, aunque es el más inteligente de todos, siendo un niño prodigio. Muere en el número nueve del primer volumen tras traicionar a sus compañeros. Nunca quiso usar alias.

- Gertrude Yorkes - Es la segunda más joven del grupo. Posee un velociraptor modificado genéticamente traído del futuro por sus padres, al cual Gertrude apodó Compasión. Gertrude y Compasión mantienen un vínculo empático, de tal manera que cuando Gertrude está en peligro Compasión acude en su ayuda, pero al herir a Compasión, Gertrude también siente dolor. Durante un tiempo utilizó el alias de Arsénica. Gert muere apuñalada en el sexto número del segundo volumen y Compasión pasa a tener otro vínculo empático con Chase.

#### Miembros posteriores
- Old Lace (Compasión en España) - Es un Deinonychus traído del siglo 87 por los padres de Gert, quienes querían regalárselo a sus 18 años. Es encontrado por los chicos en la última página del número uno del primer volumen. Cuando Gert muere, Compasión pasa a tener un vínculo empático con Chase, pero en el tercer número del tercer volumen muere aplastada, salvando así la vida a Klara.

- Victor Mancha - Cíborg "hijo" del robot Ultron (enemigo recurrente de Los Vengadores) y de la humana Marianella Mancha. Posee habilidades electromagnéticas.

- Xavin - Es hijo de unos monarcas skrulls y como todos los skrull es metamorfo, puede cambiar de forma. Tiene entrenamiento de superskrull, por lo que puede usar los poderes de Los 4 Fantásticos, pero no al mismo tiempo. En el primer tomo del tercer volumen abandona la Tierra haciéndose pasar por Karolina como muestra de amor hacia ella, para volver a "Majesdane" y convertir los planetas de los "majesdanos" y de los "skrulls" en dos lugares pacíficos. Desde entonces no se le ha vuelto a ver.

- Leapfrog - Un vehículo con forma de rana con una inteligencia artificial avanzada diseñada por los padres de Chase, es el transporte personal del grupo equipado con láser y un dispositivo de camuflaje.

- Klara Prast - Es una emigrante suiza de la América de 1907. Puede controlar el crecimiento de la vegetación. Estuvo casada con un hombre alcohólico que abusaba de ella y la maltrataba, pero finalmente se une al grupo gracias a Karolina y a Molly, convirtiéndose rápidamente en la amiga íntima de Molly (ambas tienen la misma edad).

- Topher - Un vampiro de cien años que se unió a los Runaways con el pretexto de haber sido forzado a una vida delictiva por sus padres. Planeó convertir a los Runaways en sus familiares vampiros no-muertos, empezando a seducir a Nico y Karolina. Murió en Runaways # 10.

### El Orgullo
El Orgullo era un grupo de villanos formado por los padres de los Runaways originales. Estos ejercían sus actividades delictivas a escondidas de sus hijos. Se consideran muertos por los Gibborim tras el final del primer volumen de la serie.

### Excelsior
Excelsior es un grupo de apoyo formado por ex-superhéroes adolescentes. Su objetivo principal era el de ofrecer apoyo a los jóvenes con superpoderes para que se integraran en la sociedad y disuadirlos de que se conviertan en superhéroes, lo que consideran es algo de adultos.
El grupo está formado por Turbo de Nuevos Guerreros, Phil Urich, que fue la cuarta encarnación del Duende Verde, Cámara, exmiembro de Generación-X, Halcón Oscuro, del grupo de la costa oeste de Los Vengadores, Ricochet de los Slingers y Julie Power del grupo Power Pack. Más tarde, el grupo tuvo serie propia bajo el nombre de The Loners (Los solitarios, en español). La serie consta de 6 números en su edición original.

## Biografía del grupo

### Primer volumen

#### Orgullo y alegría
Pride & Joy (Runaways vol. 1, 1-6) - Orgullo y alegría (Runaways vol. 1, 1-3) 
En primer lugar se nos presenta a los jóvenes protagonistas de manera individual, cuando sus padres les comentan que han de acudir a la reunión anual que hacen estos últimos. Allí los chicos (a excepción de Molly y Karolina) presencian a escondidas a sus padres realizando el "Ritual de la Sangre", que consiste en el sacrificio de una joven.
Los jóvenes deciden escapar de sus casas e intentar que el mundo sepa la verdad sobre sus padres. Primero llaman a la policía, pero no reciben ninguna ayuda, en parte porque estos piensan que es una broma telefónica y en parte porque los Wilder tienen contactos en el departamento de policía de Los Ángeles (LAPD).
Mientras huyen pasan por las casas de algunos de ellos donde van descubriendo sus poderes y recogiendo los artilugios que les hacen especiales (como los guantes de Chase o el báculo de Nico). También obtienen el "Abstracto", un libro sobre la historia de El Orgullo y el anillo decodificador, necesario para poder leerlo.
Nico y Alex se besan por primera vez y empiezan así la primera relación de amor entre los protagonistas.
El Orgullo, con la ayuda del teniente Flores, incrimina a sus hijos del asesinato de la joven sacrificada en el ritual, emitiendo órdenes de busca y captura, y pidiendo colaboración ciudadana mediante mensajes en prensa y televisión. Así, los chicos se ven obligados a esconderse en lo que será su guarida, "El hostal", una antigua mansión enterrada presumiblemente a causa de un terremoto, dónde a excepción de Alex, adoptan nombres en clave para renegar de sus padres.
Al final del arco argumental, "El Orgullo" encuentra una nota en la que uno de los jóvenes se declara fiel a ellos.

#### Erial adolescente
Teenage Wasteland (Runaways vol. 1, 7-12)  - Erial adolescente (Runaways vol. 1, 4-5) y Descubiertos (Runaways vol. 1, 6) 
Los Runaways continúan escondidos en "El hostal", pero sus reservas de comida escasean. Nico, Karolina, Alex y Chase se dirigen con la furgoneta de este último hacia un supermercado 24h. donde se está cometiendo un atraco. Los jóvenes se enfrentan a los delincuentes que acaban escapando, excepto el hijo de los ladrones, Topher, que les explica que sus padres le obligaron a acudir al atraco, los Runaways se sienten identificados y le llevan a "El hostal". Nico descubre que no puede realizar el mismo hechizo dos veces.
La presencia de Topher crea una tensión sentimental entre Alex, Nico y Karolina. Nico reposa en un bosque a escasos metros de "El hostal", Topher la persigue y entonces revela ser un vampiro nacido hacia el año 1900 que estaba robando en el supermercado con sus siervos. Cuando Topher está intentando convertir a Nico, Alex aparece para salvarla y huir hacia "El hostal". Topher llega hasta "El hostal" venciendo a todos los chicos. Karolina, deprimida por el hecho de descubrir que es alienígena, le pide a Topher que la muerda y acabe con su vida, pero al morderla, este sufre una combustión espontánea, pues los poderes de Karolina provienen del sol.
Más tarde algunos miembros de El Orgullo interrogando a los siervos de Topher. Por la conexión empática de los siervos con Topher, El Orgullo descubre que sus hijos han matado al vampiro, de lo que se sienten orgullosos.
El teniente Flores, aliado de los padres de Alex, envía a Cloak and Dagger, antiguos superhéroes adolescentes, a por los Runaways, sin el conocimiento de El Orgullo. Cuando estos se enteran de que ha traído a superhéroes a la ciudad, Catherine Wilder le dispara en la pierna.
Durante la batalla contra Cloak and Dagger, Alex, Nico, Chase y Karolina quedan atrapados en la dimensión oscura de Cloak, hasta que Molly logra arrancarle la capa, entonces Gertrude les explica que no son los secuestradores de Molly sino sus salvadores. Dagger consigue volver a unir a Cloak con su capa y así liberar a los chicos. Cloak and Dagger prometen a los chicos mover sus contactos para que Los Vengadores vengan a ayudarlos, pero el traidor consigue avisar al teniente Flores, y este a El Orgullo quienes se encargan de borrar telapáticamente los recuerdos de Cloak and Dagger sobre lo ocurrido.

#### Los buenos mueren jóvenes
The Good Die Young (Runaways vol. 1, 13-17)  - Los buenos mueren jóvenes (Runaways vol. 1, 7-9) 
Alex descifra El Abstracto (el libro de El Orgullo) y narra cómo los padres de los Runaways se convirtieron en El Orgullo.
El Orgullo fue invocado por los Gibborim, una antigua raza de seres mitológicos gigantes, que planean purificar la Tierra, pero al no poseer el poder que antaño tenían, necesitan a seis jóvenes parejas: Los ladrones, los viajeros, los magos, los exiliados, los sabios y los colonos. Les ofrecen ampliar sus dones y que cumplan sus rituales durante veinticinco años, en los que podrán hacer lo que quieran con la Tierra. Luego, toda la humanidad será exterminada y solo seis de ellos podrán vivir con los Gibborim en el nuevo mundo. Cuando la señora Stein se quedó embarazada, cada pareja decidió tener un hijo y ceder su plaza a sus hijos para el nuevo mundo, como los seis elegidos.
El teniente Flores y LAPD irrumpen en El Hostal, y Nico provoca un derrumbamiento que permite a los chicos escapar. El señor Wilder ejecuta al teniente Flores.
Mientras, los padres de Molly y Karolina planean matar al resto de El Orgullo y ser ellos juntos a sus hijas quienes sobrevivan, ya que los Gibborim odian a los humanos por lo que le han hecho a la Tierra y ellos son los únicos no humanos del grupo.
El "Ritual del trueno" está a punto de celebrarse. En este ritual los doce miembros de El Orgullo se presentan desarmados ante los Gibborim para entregarles el alma recogida durante el "Ritual de la sangre", fuente de su poder. Este preciso año es el último que debe presentarse, ya que han pasado veinticinco años y con esta alma los Gibborim deberían tener el poder suficiente para destruir a la humanidad.
Los Runaways irrumpen en el santuario de los Gibborim y son sorprendidos por un gólem guardián. Consiguen vencerle, pero Chase se queda sin respiración y Gert le hace el boca a boca. Después se besan. Chase está agotado y mareado y no podrá luchar, por lo que entrega sus guanteletes y gafas a Alex y decide esperarles allí. Los Runaways avanzan hasta donde se encuentran sus padres y los Gibborim.
Los chicos llegan a la sala a escasos minutos de empezar el Ritual del trueno. Alex manipula a los chicos y cuando todos han sido abatidos se revela como el traidor. Descubrió a El Orgullo hace un año y el plan de los Dean y Hayes de acabar con el resto, por lo que decidió manipular todas las situaciones para que él y Nico junto a sus padres fueran los seis elegidos. Pero Nico se niega y despierta al resto de Runaways. Molly destruye el alma de la chica. Los padres intentan disculparse ante los Gibborim, pero Alex se declara responsable y los Gibborim le matan. Los chicos escapan en la Rana saltarina (el transporte de los padres de Chase) y la cueva submarina de los Gibborim explota con los padres dentro.
Al llegar a la playa los chicos son recibidos por el Capitán América.

#### Dieciocho
Eighteen (Runaways vol. 1, 18)  - Dieciocho (Runaways vol. 1, 9) 
Después de lo ocurrido en Los buenos mueren jóvenes, los padres de los chicos están muertos y ellos han sido dados en acogida por los servicios sociales:
- Karolina Dean ha sido acogida por la familia Foster y visita a un psicólogo.
- Gertrude Yorkes fue enviada a un internado y la separaron de su velociraptor Compasión.
- Chase Stein supuestamente fue enviado a vivir con una tía suya, pero tal tía nunca existió. La dirección que había dado a los servicios sociales era un código postal que utilizaba para su suscripción secreta a Playboy.
- Molly Hayes fue acogida por una Corporación-X (fundaciones creadas por Charles Xavier para ayudar a los mutantes)
- Nico Minoru está en el Hogar del padre Flannagan para niños góticos no deseados. También acude a terapia psicológica.

Tres meses después de que fueran divididos por los servicios sociales, Karolina organiza una reunión donde se reunieron por primera vez, junto al busto de James Dean. Nico comenta que en el hogar de acogida hay un chico que está obsesionado con ella y Karolina le pregunta si está saliendo con él. Nico responde que tras lo sucedido con Alex no quiere saber nada más de chicos. Tras esto Karolina se sonroja y sonríe mientras susurra: "¡Genial!". Chase ha localizado un almacén que pertenece a los Vengadores de la costa oeste, donde se encuentra Compasión y la Rana saltarina, el transporte de los padres de Chase que utilizaron para escapar de la cueva. Los chicos deciden abandonar sus vidas como refugiados e ir en busca de sus cosas, que consiguen recuperar tras enfrentarse a unos robots de seguridad y huyen con la Rana Saltarina.

### Segundo volumen

#### Verdaderos creyentes
True Belivers (Runaways vol. 2, 1-6) - Verdaderos creyentes  (Runaways vol. 1, 10-12) 
Tras el vacío de poder que ha dejado la muerte de sus padres, los Runaways han decidido defender Los Ángeles de los villanos de clase baja que se han trasladado hasta allí.
Por otra parte, Michiko Musashi (Turbo de los Nuevos Guerreros) y Phil Urich (Duende Verde) han formado un grupo, denominado Excelsior, que pretende que los niños o adolescentes no se conviertan en superhéroes y dejen ese trabajo a los adultos. Al grupo invitan a unirse a Chris Powell (Halcón Oscuro), Julie Power (el miembro más joven de los Power Pack), Ricochet (de los Slingers) y Chamber (de los X-men). Mientras mantienen su primera reunión, un benefactor anónimo les llama para proponerles financiación a cambio de que encuentren y detengan a los Runaways.
Poco después, en la nueva base de los Runaways bajo un museo de prehistoria, llega a través de una máquina del tiempo una Gertrude del futuro para avisar a los chicos de que un superhéroe llamado Víctorioso traicionará y matará a todos los superhéroes. Para evitarlo, pide a los chicos que maten a Victor Mancha, ahora un adolescente hijo de un villano, que un día se convertirá en Víctorioso.
Los chicos localizan a Victor Mancha, quien en ese momento desarrolla habilidades electromagnéticas. Tras noquearlo, llega Excelsior para detener a los Runaways, pero logran derrotarles. Victor afirma que su padre fue un militar que murió como héroe de guerra cuando él era un bebé y que vive solo con su madre, pero esta, al descubrir por las noticias que su hijo ha desarrollado poderes y ha sido secuestrado, llama a su padre, el Doctor Muerte que acude a Los Ángeles y secuestra a su vez a la madre de Victor.
Los Runaways acuden junto a Victor Mancha al rescate de la madre de este último y tras derrotar al Doctor Muerte descubren que este era un farsante, un robot creado por Ultron. Victor Mancha es un cíborg creado por Ultron con los genes de su madre (quien era una ladrona) a la que este mata sin dudar mientras ataca a los jóvenes Runaways y revela que planeaba infiltrar a Victor en los Vengadores para luego controlarlo y que matase a todos, tal como contó la Gertrude del futuro. En ese momento, Ultron controla a Victor para que mate a los Runaways, pero Excelsior aparece y detiene a Ultron mientras Chamber deja que los Runaways escapen junto a Victor Mancha a quien acogen en su grupo, pues él también es un huérfano de padres villanos.
Tras finalizar la batalla Rick Jones se revela como el benefactor de Excelsior y quien aparentaba ser Chamber es un infiltrado del nuevo Orgullo.

#### Cruce estelar
Star-Crossed (Runaways vol. 2, 7-8) - Cruce estelar (Runaways vol. 2, 1) 
Los Runaways se enfrentan al Enjambre, un villano cuyo cuerpo está compuesto de abejas a las que controla mentalmente. Victor lo derrota en solitario. Más tarde, Karolina intenta besar a Nico, pero esta la rechaza y es cuando a bordo de una nave espacial llega Xavin, quien dice ser el prometido de Karolina.
Xavin, que es un superskrull, afirma que sus padres, los príncipes de una colonia skrull, acordaron un matrimonio de conveniencia con los padres de Karolina. Los padres de ambos jóvenes están muertos, pero sus mundos, la colonia skrull y "Majesdane", el planeta natal de Karolina, están en guerra. Xavin cree que si ambos vuelven a la colonia y contraen matrimonio las diferencias entre sus mundos acabarían y volvería la paz. Karolina se muestra reacia y revela al resto del grupo que a ella le gustan las chicas. Xavin al ser un superskrull, puede metamorfosearse y por tanto puede adoptar la forma femenina si así lo desea.
Karolina decide abandonar la Tierra y a los Runaways e irse con Xavin a pesar de la oposición de Nico.

#### Costa Este/Costa Oeste
East Coast/West Coast (Runaways vol. 2, 9-12) - Cruce estelar (Runaways vol. 2, 2-3) 
Dagger (traducido como Daga o Puñal) se encuentra en coma en el hospital y Capa (Cloak en el original) es perseguido por Los Nuevos Vengadores acusándole de tener un vídeo que prueba que fue Capa quien atacó a Dagger. Capa huye a la guarida de los Runaways a pedirles ayuda para desenmascarar al impostor, así los jóvenes viajan con él hasta Nueva York.
Una vez en Nueva York, Capa les conduce a la Iglesia de San Patricio donde vive el Padre Lantom, un sacerdote que mantiene una amistad con Cloak y Dagger, quien les enseña el vídeo. Los chicos se dividen para encontrar pistas sobre el impostor: por un lado, Victor y Gert, y por el otro, Chase y Nico. Molly, al ser demasiado pequeña, se queda con el párroco.
Chase y Nico llegan hasta la guarida de un traficante de drogas. Chase le dice que son hijos de El Orgullo y que han sido enviados por sus padres y el traficante decide ayudarles y les da el nombre de quien compró una "bolsa de oscuridad" con la que se hizo pasar por Capa.
Mientras tanto, Gert y Victor se encuentran con Spider-Man, quien también quiere ayudarles. Chase y Nico se reencuentran con sus compañeros y les cuentan que quien se hizo pasar por Capa es un trabajador del hospital donde está ingresada Dagger.
En ese momento, en la iglesia en que se encuentra Molly aparecen Iron Man, Wolverine y el Capitán América dispuestos a llevarse a Molly y a Capa. Molly lanza a varios metros a Wolverine de un puñetazo. Iron Man recibe el aviso de que Capa ha aparecido en el hospital.
Allí los Runaways se enfrentan al falso Capa y gracias a que Chase, sin saber aún cómo, lanza un conjuro con el báculo de Nico, vencen al impostor y rescatan a Dagger.
Al final del arco argumental vemos cómo una nueva versión de El Orgullo, cuyos miembros no podemos identificar, anuncian que antes de que finalice el año uno de los miembros de Runaways morirá.

#### Su vivo retrato
Dead Ringers (Runaways vol. 2, 13) - Su vivo retrato (Runaways vol. 2, 4)
Molly Hayes despierta en las cloacas después de ser golpeada y lanzada al río durante un combate. Es rescatada por unos niños que una vez huyeron de sus casas y ahora trabajan a cambio de comida y cobijo ejerciendo de ladrones para El Preboste, un antiguo profesor que ahora se dedica a enseñar el arte del robo a pequeños fugitivos, amenazándolos con convertirlos en piedra si no cumplen sus órdenes.
Al ver los poderes mutantes de Molly, la manda junto a los otros niños a robar a un banco. Pero por el camino Molly convence al resto de niños para robar la vara mágica de El Preboste. Tras robarle y romper la vara mágica, El Preboste se convierte en piedra mientras que los niños a los que él había convertido en piedra son liberados.
Molly pide a los niños que se unan a los Runaways, pero ellos prefieren marcharse con sus padres. Molly echa de menos a sus padres y sueña con que todo lo ocurrido con los Runaways hubiera sido una pesadilla.

#### Gratis
Free (Free Comic Book Day: X-Men & Runaways) - Gratis (Runaways vol. 2, 4) 
Los miembros de Astonishing X-Men llegan a Los Ángeles para buscar a Molly Hayes ya que es una de las pocas mutantes que conservan sus poderes tras los hechos ocurridos en la Dinastía de M.
Molly, que ya no está enamorada de Wolverine, se niega a ir con ellos por lo que ambos equipos comienzan a luchar hasta que Emma Frost convence a Cíclope de no obligar a Molly a unirse a la Escuela Xavier si no quiere. Así, los Astonishing X-Men abandonan pacíficamente la ciudad dejando una invitación a Molly para cuando esté preparada.

#### Control paterno
Parental Guidance (Runaways vol. 2, 14-18) - Control Paterno (Runaways vol. 2, 4-6) 
Queda poco tiempo para la boda entre Karolina Dean y Xavin, pero Karolina echa de menos a sus compañeros Runaways de la Tierra.
Mientras, en la guarida de los Runaways en los pozos de brea, los chicos discuten que Nico es cada vez más dura en su papel de líder. Gertrude le explica a Victor quién era Alex Wilder y cómo les traicionó.
Vemos cómo hace dieciocho meses Alex dirigía un grupo en un juego MMORPG sobre personajes Marvel, al que le vimos jugar en el primer número de los cómics, y cómo, tras la huida con los Runaways, los abandonó sin darles ninguna explicación. Pero tras una investigación, sus compañeros de juego descubren quién era en verdad y un archivo que dejó para ellos con instrucciones para resucitarle. Durante el conjuro de resurrección algo no ocurre como debería y en vez de resucitar a Alex resucitan a una versión joven de su padre Geoffrey Wilder.
El grupo va a detener un crimen anunciado por la radio de la policía, pero descubren que es una trampa de Geoffrey Wilder y una nueva versión de El Orgullo. El nuevo Orgullo consigue controlar a Victor para que ataque a sus amigos y secuestran a Molly. Antes de poder rescatarla deben hacer una pausa para reparar la Rana saltarina, Nico utiliza un hechizo para descubrir que El Orgullo le está espiando a través de Victor. Karolina y Xavin se reúnen con sus amigos, les explican que durante su boda los adultos se pelearon y tanto la boda como las negociaciones de paz fueron canceladas, ambos jóvenes huyeron a la Tierra. Víctor les dice al resto que ha rastreado la señal que lo controló, la casa de veraneo de los Minoru. Acuden a la casa pero resulta se otra trampa y el nuevo Orgullo se encuentra en el Observatorio Griffith. Tras rescatar a Molly con ayuda de Xavin, Geoffrey captura a Chase y pretender matarle, pero Gertrude interviene y acaba matándola a ella. Geoffrey confiesa que ha estado manipulando todo el tiempo a los chivos del nuevo Orgullo y Nico utiliza el conjuro "Olvidar" para mandarlo devuelta al pasado sin recuerdos de lo ocurrido.

#### Muerta significa... Muerta
Dead Means Dead (Runaways vol. 2, 19-21) - Muerta significa... Muerta (Runaways vol. 2, 7-8) 
Mientras los jóvenes afrontan la muerte de Gert, un monstruo gigante ataca Los Ángeles. El monstruo es un anciano transformado gracias a un amuleto que pertenecía a los padres de Nico y está abrumado por la muerte de su esposa. Por su parte Chase acude a Lotus para que le ayude a contactar con los Gibborim y negociar con ellos la resurrección de Gert.

#### Vivir deprisa
Live Fast (Runaways vol. 2, 22-24) - Vivir deprisa (Runaways vol. 2, 8-9) 
Chase le dice a Nico que tiene poco tiempo para resucitar a Gertru y acaba apagando a Victor y robando el báculo de Nico. Molly escucha una voz en su cabeza que la alerta del peligro y junto a sus compañeros persigue a Chase guíandose por el rastro de orina que les va dejando Compasión.
Chase llega hasta el reino de los Gibborim, donde se ofrece como sacrificio para que estos resuciten a Gertru; pero los Gibborim rechazan a Chase al no considerarle "inocente" e intenan consumir a Nico, quien al final es salvada por Victor y Molly. Cuando los chicos regresan a su base Iron Man y un equipo de S.H.I.E.L.D. le están esperando.
Al final se ve a los Gibborin hablando con Alex Wilder, quien resulta ser la voz en la cabeza de Molly.

#### Niños atrapados
Dead End Kids (Runaways vol. 2, 25-30) - Niños atrapados (Runaways vol. 2, 10-15) 
Después de escapar de Iron Man y S.H.I.E.L.D., Nico, Victor, Chase, Molly, Karolina y Xavin llegan a Nueva York. Nico pide a Kingping que les ayude a evitar el "acta de registro de superhumanos" y este accede a cambio de que roben un artefacto llamado "marcha directa", que pertenecía a los padres de Gertru. Tras robar el artefacto se enfrentan a Punisher, que está persiguiendo a Kingpin, y al incorporar el artefacto a la "rana saltarina" y activarlo son transportados a 1907.
En 1907 los chicos descubren que los padres de Gertru viven en esa época y lideran un grupo de supercriminales llamado "los pecadores" que se enfrentan a unos huérfanos con poderes llamados los "árabes callejeros". Molly se hace amiga de Klara Prast, una niña de su edad con la habilidad de controlar las plantas que ha sido obligada a casarse con un hombre mayor que la maltrata. Nico es secuestrada por su bisabuela, quien la tortura para que se haga más fuerte. Chase roba una máquina del tiempo de los Yorke y desaparece para volver con una nueva versión de sus guanteletes. Victor se enamora de Lillie, una chica con la capacidad de volar, quien al final de la historia rehúsa volver al presente con los Runaways, que deciden acoger a Klara y regresar con ella al presente.

### Tercer volumen

#### Error fatal
Dead Wrong (Runaways vol. 3, 1-6) - Error fatal (100% Marvel. Runaways 1) 
Nico, Chase, Victor, Karolina, Molly, Xavin, Compasión y Klara vuelven a Los Ángeles y se establecen en la casa de los padres de Chase en Malibú. Klara salva su primera vida, la de Val Rhymin, el locutor de una radio local en la que Chase acaba de ser contratado. Un grupo de majesdanos, la raza a la que perteneze Karolina, llegan a la tierra con intención de secuestrar a esta y llevarla a juicio en su planeta natal. Durante una pelea entre los majesdanos y los Runaways, Nico lanza el hechizo "dispersaos" que envía a varios majesdanos a diferentes puntos de la Tierra; pero más tarde Victor descubre que el hechizo también les ha afectado a ellos y por eso discuten tanto últimamente. Tras enfrentarse nuevamente a los majesdanos, Xavin adopta la apariencia de Karolina y finge rendirse, abandonando con ellos el planeta.

#### Rock zombis
Rock Zombies (Runaways vol. 3, 7-9) - Rock Zombis (100% Marvel. Runaways 2) 
Val Rhymin y un mago apodado "Madre" trabajan juntos en un hechizo que convierta a Los Ángeles en zombis. Logran crear un CD que al escucharlo transforma en zombi a todo aquel que se haya sometido a una operación de cirugía plástica. La ciudad pronto es tomado por cientos de zombis a los que los Runaways se enfrentan.

#### Mollifest Destiny / Verdad o reto
Mollifest Destiny / Truth or Dare (Runaways vol. 3, 10) - Mollifest Destiny / Verdad o reto (100% Marvel. Runaways 2) 
En "Mollifest Destiny" los Runaways viajan hasta San Francisco, después de que Molly recibiera un mensaje telepático de Emma Frost invitando a todos los mutantes a un nuevo hogar. Allí los chicos conocen y se relacionan con los miembros adultos y adolescentes de los X-Men. Más tarde un hombre secuestra a Molly y Wolverine; quiere hacer daño a Molly en venganza por lo que los padres de esta le hicieron años atrás. Molly se niega a creer que sus padres fueran tan malvados como todos dicen. Wolverine consigue consolarla diciéndole que si la criaron con amor, no podían ser tan malvados.
En "Verdad o reto" los chicos juegan a verdad o reto mientras luchan contra los "Hijos de la serpiente".

#### Enseñanza en casa
Homeschooling (Runaways vol. 3, 11-14) - Enseñanza en casa (100% Marvel. Runaways 3) 
Los chicos se han instalado en una antigua casa de la familia Stein en Malibú. Mientras celebran una fiesta un dron se estrella en la parte de arriba de la casa, dónde se encontraban Klara y Compasión, quien muere protegiendo a la pequeña. Debido al enlace psíquico que Compasión tiene Con Chase, este entra en shock. Debido a los destrozos en la casa, Hunter Stein, el tío de Chase, recibe una a alerta y va a ver lo ocurrido. Una vez en la casa les muestra que en el sótano hay más modelos de "ranas saltarinas". Con una de la nuevas naves viajan de nuevo hasta Los Ángeles, dónde Chase se queda paralizado al ver una chica exactamente igual a Gert Yorkes y es atropellado por un autobús.

## Otras versiones

### Ultimate Marvel
En este universo, los Runaways son un grupo de mutantes reunidos por Jean Grey tras el "ultimátum" de Magneto. Forman parte, la misma Jean Grey, Liz Allan y Derek Morgan.

### Secret Wars
Este equipo estaba formado por versiones de Molly Hayes, Júbilo, Cloak y Dagger, Amadeus Cho, Skaar, Hada y Delphyne Gorgon. También aparecían Valeria Richards y una versión joven de Bucky Barnes. Esta colección es en ocasiones catalogada como el cuarto volumen de Runaways.

## En otros medios

### Televisión
En mayo de 2008, una versión cinematográfica del cómic estuvo en el proceso de creación de guiones, con la escritura de Brian K. Vaughan y la producción de Kevin Feige, presidente de Producción de Marvel Studios. Feige ha dicho: "En nuestras conversaciones con Brian, queríamos que él fuera la persona para darle vida. Creo que no será una historia precisa de ninguno [de sus cómics], pero sin duda lo hará sea más parecido al tono u origen de su estructura en su ejecución inicial". Se consideró un lanzamiento de 2011, ya que Feige esperaba un guion terminado a principios de 2009. En abril de 2010, Peter Sollett surgió como el candidato principal para dirigir la película. En mayo de 2010, el guionista británico Drew Pearce, conocido por la serie de televisión No Heroics, estaba escribiendo la película para Marvel Studios. En julio de 2010, se informó que el rodaje comenzaría en algún momento entre marzo y julio de 2011. El 5 de agosto de 2010, comenzó el casting preliminar de la película.
En octubre de 2010, los planes de producción se detuvieron cuando Marvel decidió centrarse en The Avengers. Se esperaba que la película fuera lanzada en algún momento en 2014, pero los únicos dos lanzamientos ese año fueron Capitán América: El Soldado de Invierno y Guardianes de la Galaxia. En marzo de 2013, Kevin Feige dijo durante una entrevista que eligieron no hacer la película, pero que Drew Pearce había sido reasignado a Iron Man 3 por la fuerza de su guion de Runaways. El 24 de septiembre de 2013, Pearce reveló que la película está actualmente archivada debido al éxito de The Avengers, pero también sugirió que podría ver un lanzamiento en algún momento en el futuro.
Mientras hablaba de All Hail the King, Pearce reveló que había estado pensando en la posibilidad de que Runaways se adaptara como una serie de televisión. En agosto de 2016, Hulu encargó un piloto y guiones adicionales para una serie basada en Runaways, escrita por Josh Schwartz y Stephanie Savage. La filmación comenzará en febrero de 2017. Más tarde se anunció que Josh Schwartz y Stephanie Savage fueron contratados conjuntamente para ser co-showrunners de la serie. En febrero de 2017, Jefe de Marvel Television, Jeff Loeb, anunció que la plantilla del equipo había sido seleccionada con Rhenzy Feliz, Lyrica Okano, Virginia Gardner, Ariela Barer, Gregg Sulkin y Allegra Acosta aparecerán en la serie como Alex Wilder, Nico Minoru, Karolina Dean, Gert Yorkes, Chase Stein y Molly Hernández respectivamente. Más tarde ese mismo mes el elenco para sus padres, el equipo de supervillanos conocido como El Orgullo, fueron anunciados. En julio de 2017, Jeph Loeb confirmó oficialmente que se lleva a cabo en el Marvel Cinematic Universe.

### Videojuegos
- Nico Minoru (como la hermana Grimm) aparece como un personaje jugable en Marvel: Future Fight.
- Nico Minoru, Karolina Dean, Víctor Mancha, Chase Stein (al lado de Old Lace) y Molly Hayes aparecen como personajes jugables en el playdom de Marvel: Avengers Alliance.
- Los Runaways son personajes jugables en Lego Marvel Super Heroes 2 como parte de un pase de temporada de DLC.